# Втрати 1-ї бригади оперативного призначення НГ (Україна)
У статті описано деталі загибелі бійців 1-ї бригади НГУ
| Прізвище, ім'я, по батькові         | Військове звання | Дата загибелі     | Обставини загибелі |  |
| ----------------------------------- | --- | ----------------- | --- |  |
| Кравчук Володимир Сергійович        | лейтенант | 19 червня 2014    | Загинув у Донецькій області під час звільнення Ямполя — куля снайпера влучила у правоохоронця, коли він знаходився біля броньованої бойової машини.                                                              |  |
| Ус Артем Володимирович              | старший солдат | 29 серпня 2014    | Загинув під час мінометного обстрілу під Комсомольським (нині Кальміуське). |  |
| Наумов Вадим Олександрович          | солдат | 1 вересня 2014    | Загинув під час нападу бойовиків на блокпост НГУ, що охороняв міст у селі Василівка Старобешівського району Донецької області.                                                                                   |  |
| Кобринюк Микола Миколайович         | солдат | 5 вересня 2014    | Загинув поблизу смт. Тельманового Донецької області під час виконання службово-бойового завдання, внаслідок обстрілу колони авто- та бронетехніки Національної гвардії України.                                  |  |
| Спащенко Юрій Вікторович            | молодший сержант | 5 вересня 2014    | Загинув поблизу смт. Тельманового Донецької області під час виконання службово-бойового завдання, внаслідок обстрілу колони авто- та бронетехніки Національної гвардії України.                                  |  |
| Лавріненко Петро Григорович         | капітан | 5 вересня 2014    | Загинув поблизу смт. Тельманового Донецької області під час виконання службово-бойового завдання, внаслідок обстрілу колони авто- та бронетехніки Національної гвардії України.                                  |  |
| Дебрін Ігор Анатолійович            | старший солдат | 31 серпня 2015    | Загинув під час несення служби з охорони громадського порядку в урядовому кварталі міста Києва, внаслідок вибуху гранати біля Верховної Ради 31 серпня 2015 року — осколкове поранення в серце, помер у лікарні. |  |
| Юрчишин Руслан Іванович             | солдат | 2 січня 2016      | помер від поранення, якого зазнав під Кримським |  |
| Дерев'янко Єгор                     | солдат | 5 жовтня 2017     | ДТП |  |
| Анін Іван Аркадійович               | солдат | 15 березня 2022   | Загинув 15 березня 2022 року у боях за Київщину |  |
| Браун Олександр Олександрович       | солдат | 15 березня 2022   | Загинув 15 березня під час виконання бойового завдання поблизу села Мощун на Київщині |  |
| Головко Дмитро Володимирович        | молодший сержант | 16 березня 2022   | Загинув поблизу села Мощун, що на Київщині, внаслідок вогнепального поранення, коли колону, в якій він був, обстріляли окупанти                                                                                  |  |
| Євтушенко Іван Петрович             | молодший сержант | 16 березня 2022   | Загинув поблизу села Мощун, що на Київщині під час виконання бойового завдання. |  |
| Бубнович Олександр Миколайович      | штаб-сержант | 16 березня 2022   | Загинув поблизу села Мощун, що на Київщині, внаслідок вогнепального поранення, коли колону, в якій він був, обстріляли окупанти                                                                                  |  |
| Романюк Роман Петрович              | молодший сержант | 16 березня 2022   | Загинув поблизу села Мощун, що на Київщині |  |
| Молдавчук Іван Іванович             | солдат | 24 березня 2022   | |  |
| Карватко Богдан Владиславович       | майор | 20 червня 2022    | Загинув 20 червня 2022 року під час виконання бойового завдання в районі м. Лисичанська, що на Луганщині. |  |
| Векленко Єгор                       | | 1 березня 2023    | Загинув в окопі від поранення в шию внаслідок артилерійського обстрілу поблизу Білогорівки на Донеччині |  |
| Скок Денис Олександрович            | | 8 травня 2023     | |  |
| Швець Сергій                        | | 22 липня 2023     | Гранатометник 2 відділення 3 взводу 11 роти 4 батальйону. Загинув під час виконання бойового завдання на південно-східній околиці Білогорівки Луганської області внаслідок артилерійського обстрілу              |  |
| Левенець Андрій Андрійович          | солдат | 12 серпня 2023    | - |  |
| Янушевський Нікон Вікторович («Ян») | Старший солдат | 10 листопада 2023 | [ 10 ] |  |
| Гайковий Роман Іванович             | | 5 грудня 2023     | Стельмахівка Сватівського району Луганської області |  |
| Пугач Дмитро Володимирович          | | 6 грудня 2023     | |  |
| Зінченко Олег Юрійович              | | 5 грудня 2023     | |  |
| Ковтуненко Олександр Юрійович       | | 27 грудня 2023    | |  |
| Сніжко Максим Олександрович         | | 27 грудня 2023    | |  |
| Шилович Ігор Іванович               | | 28 грудня 2023    | |  |
| Приходько Євген Олексійович         | | 28 грудня 2023    | |  |
| Литвиненко Андрій Олександрович     | | 7 січня 2024      | |  |
| Тітаренко Леон Володимирович        | | 24 лютий 2024     | 24-го березня зник безвісти в районі міста Ямпіль Донецької області, під час пошукових заходів 13 квітня був знайдений без ознак життя з численними пораненнями.                                                 |  |
| Сиваченко Ярослав Едуардович        | | 7 травня 2024     | |  |
| Денис Зелений                       | | 8 травня 2024     | [ 11 ] |  |
| Ковилін Василь Олександрович        | | 9 травня 2024     | |  |
| Яременко Олександр Сергійович       | старший солдат, навідник 2 гранатометного відділення гранатометного взводу роти вогневої підтримки 1 батальйону оперативного призначення | 4 червня 2024     | [ 12 ] |  |
| Митрофанов Денис                    | |                   | [ 13 ] [ 14 ] |  |
| Сівкович Михайло Олександрович      | | 11 вересня 2024   | |  |
| Бохан Іван Анатолійович             | солдат, розвідник-радіотелеграфіст взводу розвідки спецпризначення 4-го батальйону оперативного призначення                              | 23 червня 2024    | під час виконання бойового завдання на позиції СП "Чикаго" внаслідок обстрілу з СПГ-9 на південно-східній околиці н.п. Діброва (Серебрянське лісництво)                                                          |  |